# Hienadź Dawydźka
Hienadź Branisławawicz Dawydźka (biał. Генадзь Браніслававіч Давыдзька, ros. Геннадий Брониславович Давыдько, Giennadij Bronisławowicz Dawydko; ur. 29 września 1955 w Siennie) – białoruski aktor, reżyser, dziennikarz telewizyjny, polityk; od 2004 roku deputowany do Izby Reprezentantów Zgromadzenia Narodowego Republiki Białorusi III i IV kadencji, od 2010 roku kierownik Narodowej Państwowej Kompanii Radiowo-Telewizyjnej Republiki Białorusi.

## Życiorys
Rodzina Hienadzia Dawydźki od strony ojca pochodziła w Witebszczyzny. Jego dziad, Franc Adamawicz Dawydźka, zginął w czasie II wojny światowej z rąk „partyzantów”. Dziad ze strony matki, Andriej Dmitrijewicz Barannikow, pochodził z obwodu riazańskiego Rosji. W zawodu był cieślą, następnie skończył edukację w Moskwie i pracował m.in. w NKWD. W 1938 roku został zesłany do łagrów w obwodzie magadańskim. Opuścił je w 1952 roku i osiadł w miejscowości Siejmczan w tym samym obwodzie.
Hienadź Dawydźka urodził się 29 września 1955 roku w mieście Sienno, w obwodzie witebskim Białoruskiej SRR, ZSRR. W 1960 roku wraz z rodzicami przeprowadził się do dziada do Siejmczana. Tam jego ojciec pracował przy trasie kołymskiej, a matka w przychodni lekarskiej. On sam skończył w 10 lat miejscową szkołę-internat. Następnie ukończył Dalekowschodni Pedagogiczny Instytut Sztuk Pięknych, uzyskując wykształcenie aktora dramatycznego teatru i kina, a także Białoruską Państwową Akademię Sztuki, uzyskując wykształcenie reżysera dramatu. Pracę rozpoczął w Orenburskim Obwodowym Teatrze Dramatycznym im. Maksyma Gorkiego. Następnie odbył służbę wojskową w szeregach Armii Radzieckiej. Po jej zakończeniu osiadł w Białoruskiej SRR. Pracował jako aktor w Mohylewskim Obwodowym Teatrze Dramatu i Komedii im. Wincentego Dunina-Marcinkiewicza, aktor, reżyser, dyrektor generalny Narodowego Teatru Akademickiego im. Janki Kupały. Jest autorem programów telewizyjnych i prezenterem w Białoruskiej Telewizji.
W 2004 roku został deputowanym do Izby Reprezentantów Białorusi III kadencji z Kupałowskiego Okręgu Wyborczego Nr 97. Pełnił w niej funkcję członka Stałej Komisji ds. Edukacji, Kultury, Nauki i Postępu Naukowo-Technicznego. 27 października 2008 roku został deputowanym do Izby Reprezentantów IV kadencji ze Świsłockiego Okręgu Wyborczego Nr 94. Pełnił w niej funkcję zastępcy przewodniczącego Stałej Komisji ds. Praw Człowieka, Stosunków Narodowościowych i Środków Masowego Przekazu. Od 13 listopada 2008 roku był członkiem Narodowej Grupy Republiki Białorusi w Unii Międzyparlamentarnej.
W III i IV kadencji Izby Reprezentantów był deputowanym do Zgromadzenia Parlamentarnego Związku Białorusi i Rosji. Pełnił w nim funkcję członka Komisji ds. Polityki Informacyjnej i Stosunków z Organizacjami Społecznymi, a później – przewodniczącym Komisji ds. Polityki Informacyjnej. Wchodzi w skład Rady Społeczno-Konsultacyjnej przy Administracji Prezydenta Republiki Białorusi. Jest przewodniczącym Rady Fundacji Prezydenta Republiki Białorusi ds. Wspierania Kultury i Sztuki, a także przewodniczącym Asocjacji Zjednoczeń Społecznych „Białoruska Konfederacja Związków Twórczych”. Wchodził w skład zarządu Związku Działaczy Teatralnych Białorusi.
5 listopada 2010 roku został przewodniczącym Mińskiego Międzynarodowego Festiwalu Kina „Listapad”, zastępując na tym stanowisku Rascisłaua Jankouskiego. 28 grudnia 2010 roku został mianowany na kierownika Narodowej Państwowej Kompanii Radiowo-Telewizyjnej Republiki Białorusi, zastępując na tym stanowisku Alakandra Zimouskiego.
W 2011 roku, po fali represji, która nastąpiła po wyborach prezydenckich w 2010 roku, Dawydźka i kilku innych czołowych menedżerów i pracowników głównych mediów państwowych zostało objętych zakazem podróżowania do UE i zamrożeniem aktywów w ramach listy sankcyjnej 208 osób odpowiedzialnych za represje polityczne, fałszerstwa wyborcze i propaganda na Białorusi. Sankcje zostały zniesione w 2016 roku.
W 2021 r. Dawydźka został ponownie dodany do listy sankcyjnej UE (ponownie), Szwajcarii i USA.

## Role w filmie i teatrze
Hienadź Dawydźka m.in. zagrał rolę księcia Siemiona Olelkowicza w białoruskim filmie w 2003 roku pt. „Anastasija Słuckaja”, a także niewielką rolę w rosyjskim filmie z 2011 roku pt. „PiraMMMida”. Występując w teatrze, grał m.in. rolę rosyjskiego uczonego w dramacie „Tutejsi” Janki Kupały.

## Poglądy
Hienadź Dawydźka deklaruje, że szczególnie ważne dla niego jest kształtowanie narodowej świadomości poprzez poszanowanie państwa, historii i języka białoruskiego. Wyraża żal, że nie wszyscy Białorusini potrafią się posługiwać językiem ojczystym, jednocześnie deklarując głęboki szacunek dla kultury rosyjskiej i zrozumienie dla nieuniknioności i nieodwracalności niektórych procesów. Jest zwolennikiem legalizacji prostytucji i miękkich narkotyków. W działalności politycznej wyraża całkowite poparcie dla polityki prezydenta Alaksandra Łukaszenki. Ze szczególną niechęcią odnosi się do opozycji, którą nazywa zdrajcami państwa, kraju i narodu i która według niego dąży wyłącznie do tego, by w kraju było jak najgorzej. Krytykuje apele opozycji o wprowadzenie sankcji gospodarczych wobec Białorusi, twierdząc, że robi ona to na polecenie zagranicznych mocodawców.

## Nagrody i odznaczenia
- Medal Franciszka Skaryny – Za znaczny osobisty wkład w rozwój narodowej sztuki teatralnej, umocnienie międzynarodowych kontaktów kulturalnych (21 kwietnia 2006 r.)[13];
- Gramota Pochwalna Zgromadzenia Narodowego Republiki Białorusi;
- Honorowy Tytuł „Zasłużony Artysta Republiki Białorusi” – Za wielki osobisty wkład w rozwój sztuki teatralnej (27 sierpnia 1999 r.)[14];
- Nagroda Federacji Związków Zawodowych[2].

## Życie prywatne
Hienadź Dawydźka jest żonaty, ma córkę.